# ミナミサカタザメ科
ミナミサカタザメ科（Glaucostegidae）は、ノコギリエイ目の分類の一つでミナミサカタザメ属を構成する。インド太平洋や熱帯の汽水域などの砂泥底に生息する。

## 分類
一属7種分類される。

### ミナミサカタザメ属
- ミナミサカタザメ Glaucostegus granulatus

- グラウコステガス・セミクルスGlaucostegus cemiculus

- Glaucostegus halavi

- Glaucostegus obtusu

- Glaucostegus thouin

- ジャイアントショベルノーズレイGlaucostegus typus

- グラウコステガス・ユンホレイGlaucostegus younholeei